# Uma Canção no Rádio
Uma Canção no Rádio é o vigésimo quinto álbum de estúdio gravado pelo cantor, compositor e instrumentista cearense Raimundo Fagner e lançado em 2009 pelo selo Som Livre.

## Faixas
| N.º | Título                                                                                     | Duração |  |
| 1.  | "Muito Amor" (São Beto)                                                                    |         |  |
| 2.  | "Regra do Amor" (Oliveira do Ceará)                                                        |         |  |
| 3.  | "Sonetos" (Domer)                                                                          |         |  |
| 4.  | "Uma Canção no Rádio (Filme Antigo) - Part. Zeca Baleiro" (Raimundo Fagner e Zeca Baleiro) |         |  |
| 5.  | "Martelo - Part. Gabriel O Pensador" (Oliveira do Ceará, Adamor e Gabriel O Pensador)      |         |  |
| 6.  | "Me dá Meu Coração" (Accioly Neto)                                                         |         |  |
| 7.  | "Flor do Mamulengo" (Luiz Fidelis)                                                         |         |  |
| 8.  | "Farinha de Comer" (Raimundo Fagner e Chico Cezar)                                         |         |  |
| 9.  | "Amor Infinito" (Oliveira do Ceará)                                                        |         |  |
| 10. | "A Voz do Silêncio" (Raimundo Fagner e Fausto Nilo)                                        |         |  |